# Heinrich Brandanus Gebhardi

Heinrich Brandanus Gebhardi

Heinrich Brandanus Gebhardi (* 6. November 1657 in Braunschweig; † 1. Dezember 1729 in Greifswald) war ein Orientalist und evangelischer Theologe. Zur Zeit der dänischen Besetzung des nördlichen Vorpommerns war er Generalsuperintendent von Schwedisch-Pommern. Er gilt als einer der Wegbereiter des Pietismus an der Universität Greifswald.

## Leben
Heinrich Brandanus Gebhardi war der Sohn des Braunschweiger Pfarrers Andreas Gebhardi (* 6. Februar 1617 in Wendeburg; † 18. April 1669 in Braunschweig) und dessen am 14. Oktober 1645 geheirateten Frau Rosina Margarete Trost (* 1629; † 11. Juni 1699), die Tochter des Pfarrers in Ellinghausen Vitus Trost († 12. Juni 1702). Nach dem Schulbesuch in Braunschweig studierte er von 1676 bis 1679 an der Universität Jena Philosophie und Theologie. Anschließend leitete er in Hamburg die Erziehung der Söhne des verstorbenen holsteinischen Kanzlers Johann Adolf von Kielmansegg (1612–1676). Gleichzeitig studierte er Orientalia bei Esdras Edzardus, in dessen Haus er zeitweise wohnte. Mit Hilfe des Stipendium Schabbelianum konnte er seine Studien an der Universität Kiel fortsetzen.
Auf Empfehlung von Edzardus konnte er 1688 eine Professur für Orientalistik an der Universität Greifswald erlangen. Bereits in Hamburg war er mit den pietistischen Lehren in Berührung gekommen. 1691 lernte er in Berlin den Pietisten Philipp Jacob Spener persönlich kennen. Gebhardi wandte sich dem Pietismus zu, womit er im Gegensatz zu der in Greifswald herrschenden lutherischen Orthodoxie stand. Seine abweichenden Anschauungen machte er jedoch zunächst nur selten öffentlich. 1699 wurde er als außerordentlicher Professor Mitglied der theologischen Fakultät. 1701 erhielt er auf Vorschlag von Johann Friedrich Mayer eine vierte ordentliche theologische Professur, von der er aber zurücktreten musste, da nur drei theologische Lehrstühle an der Universität zugelassen waren. 1702 promovierte er zum Doktor der Theologie. 1705 erhielt er eine ordentliche Professur und das freigewordene Pastorat an der Greifswalder Jakobikirche.
Es kam zum Konflikt mit dem Generalsuperintendenten Johann Friedrich Mayer, der ihn des Pietismus bezichtigte, was jedoch durch ein Gutachten der theologischen Fakultät nicht bestätigt wurde. Das Gerichtsverfahren wurde durch den Ausbruch des Großen Nordischen Krieges unterbrochen und verlief nach dem Tod Mayers 1712 im Sande.
Während des Krieges wurde das nördliche Schwedisch-Pommern bis zur Peene von Dänemark besetzt. Der dänische König Friedrich IV. konnte unter Rücksichtnahme auf die pommersche Geistlichkeit den durch den schwedischen König Karl XII. 1715 bestimmten Generalsuperintendenten Albrecht Joachim von Krakevitz nicht ignorieren und ernannte deshalb Gebhardi 1716 zum Vizegeneralsuperintendenten. Da Krakevitz sein Amt wegen der dänischen Besatzung nicht ausüben konnte, wurde Gebhardi am 2. Dezember 1719 zum Generalsuperintendenten ernannt. Der Einspruch von Krakevitz wurde von der dänischen Regierung abgewiesen. Gebhardi erklärte die Amtsübernahme aus Gehorsam gegenüber den Dänen und kündigte seinen Rücktritt für den Fall des Friedensschlusses und des Eintreffen Krakevitz' an, was 1721 auch geschah.
Gebhardi nutzte seine Amtszeit um weitere Pietisten an der Universität unterzubringen, wobei er sich des Ernennungsrechtes des Universitätskanzlers bediente. Die schwedischen wie die dänischen Generalgouverneure waren gleichzeitig Kanzler der Universität. Franz Joachim von Dewitz und Jobst von Scholten reichten die Vorschläge Gebhardis an den dänischen König zur Bestätigung weiter. So konnte Gebhardi unter anderem Michael Christian Rusmeyer und Jakob Heinrich Balthasar nach Greifswald holen.
Nach der Rückkehr der Schweden überließ Gebhardi Krakevitz sein Amt, behielt aber seinen Lehrstuhl für Theologie. Mit dem Wiedererstarken der lutherischen Orthodoxie wurde der mit seinem Kollegen Johann Ludwig Würffel († 1719) früher begonnene heftige Streit mit dem Mathematiker und Theologen Jeremias Papke bis über Gebhardis Tod hinaus fortgesetzt.

## Familie
Heinrich Brandanus Gebhardi war dreimal verheiratet:
1690 heiratete er in erster Ehe Gertrud Helwig (* 27. Juli 1668; † 16. September 1691), die Tochter des Greifswalder Professors für Medizin Christoph Helwig und dessen 1667 geheirateten Frau Anna Regina Heune (* 2. Dezember 1646 in Greifswald; † 2. März 1721 ebd.). Seine zweite Ehe schloss er am 8. Dezember 1693 mit Margaretha Zeidler (* 27. November 1673; † 6. Juni 1695), die Tochter des Pfarrers in Gnoien Johann Zeidler und dessen 1667 geheirateten Frau Margaretha Neukrantz (1644–1717). Die dritte Ehe ging er 1697/98 mit Sophia Schwarz (* 1672), die Tochter des Ratsherrn und Kämmerers in Stralsund Joachim Schwarz (1638–1716) und dessen 1666 geheirateten Frau Sophia Schlichtkrull († 1704), ein. Aus den Ehen stammen Kinder. Von diesen kennt man:
- Gertrud Gebhardi (1690–1691)
- Anna Rosina Gebhardi (* 9. September 1691; † 17. Februar 1721) verh. 4. Juli 1720 mit dem Generalsuperintendenten von Vorpommern und Rügen, Prof. der Theologie an der Universität Greifswald, Dr. theol. Jakob Heinrich von Balthasar (* 19. Oktober 1690 in Greifswald; † 2. Januar 1763 ebd.)
- Karl Friedrich I Gebhardi (1694–1695)
- Karl Friedrich II Gebhardi (* 1. Juni 1695; † 8. Juni 1695)
- Karl Alexander Gebhardi († 1759) Ratsherr Greifswald, verh. 1740 mit Dorothea Sophia Olthoff († 1749), die Tochter des Landsyndikuses in Pommern Lukas Anton Olthoff
- Regina Sophia Gebhardi († jung)
- Brandanus Heinrich Gebhardi (* 7. September 1704 Greifswald; 18. Juni 1784 in Stralsund) Autor von mathematischen und philosophischen Schriften, 1733 Diakon in Bergen auf Rügen, 1737 Pastor und Superintendent an der Marienkirche in Stralsund